# Лукавско језеро
Лукавско језеро (блр. Лукаўскае вадасховішча; рус. Луковское водохранилище) вештачко је акумулационо језеро у југозападном делу Брестске области у Републици Белорусији. Смештено је на око 16 км североисточно од административног центра Маларицког рејона града Маларите. 
Саграђено је 1980. на месту некадашњег ледничког Лукавског језера које је пресушило. Основна намена језера је снабдевање водом околнин насеља и пољопривредних површина. 
Површина језера је 5,4 км², просечна дубина 4,3 метра (максимално 11,5 м), а површина сливног подручја 112 км². Језеро је окружено насипом дужине 9,5 км. Запремина језера је 23,2 км³. Колебање нивоа језера на годишњем нивоу је 3,1 метар. 